# Xã Perkins, Quận Erie, Ohio
Xã Perkins (tiếng Anh: Perkins Township) là một xã thuộc quận Erie, tiểu bang Ohio, Hoa Kỳ. Năm 2010, dân số của xã này là 12.202 người.